# Alfred J. Hendron
Alfred J. Hendron junior (* 4. Oktober 1937 in Clifton, Illinois)  ist ein US-amerikanischer Bauingenieur, der sich mit Geotechnik befasst und Professor an der University of Illinois at Urbana-Champaign war.
Hendron studierte an der University of Illinois mit dem Bachelor-Abschluss 1959, dem Master-Abschluss 1960 und der Promotion 1963. Ab 1965 war er Assistant Professor und ab 1970 Professor an der University of Illinois. 1995 emeritierte er und war danach beratender Ingenieur. Er lebt in Savoy.
Er befasste sich mit der Sicherheit von Staudämmen und Kernkraftwerken (unter geotechnischem Aspekt). Unter anderem untersuchte er in offiziellem Auftrag das Versagen des Taum-Sauk-Damms bei Lesterville (Missouri). Er forschte auch für das US-Verteidigungsministerium in Fragen der Sicherheit und des Schutzes gegen Atomwaffen unter geotechnischen Aspekten.
2013 hielt er die Terzaghi Lecture. Er ist Mitglied der National Academy of Engineering.
Hendron ist seit 1941 verheiratet und hat zwei Söhne.